# Wenchuan

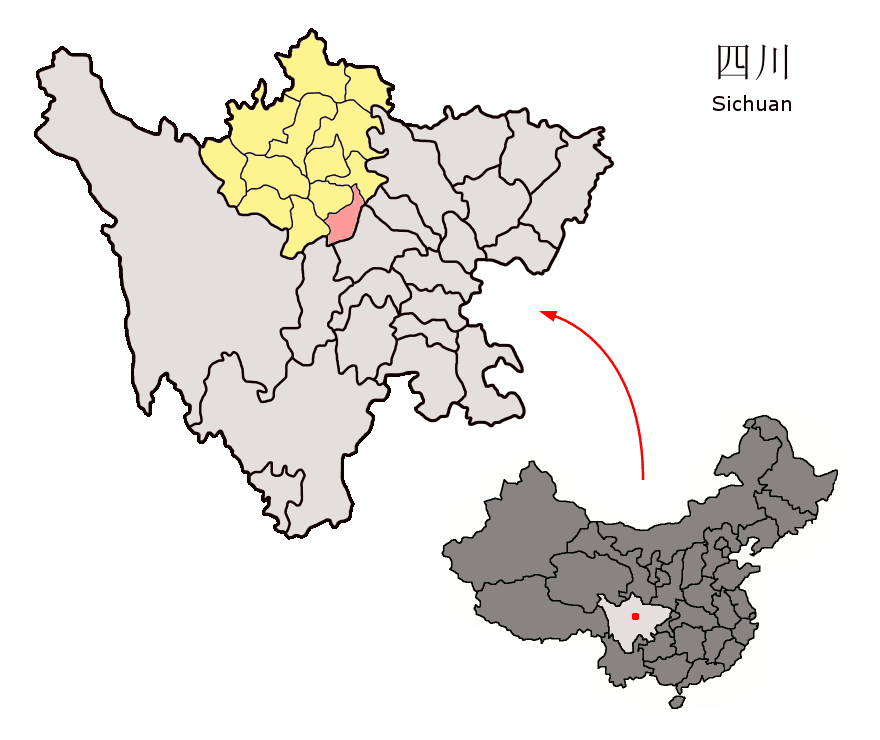
Lage des Kreises Wenchuan im Autonomen Bezirk Ngawa der Tibeter und Qiang, Sichuan

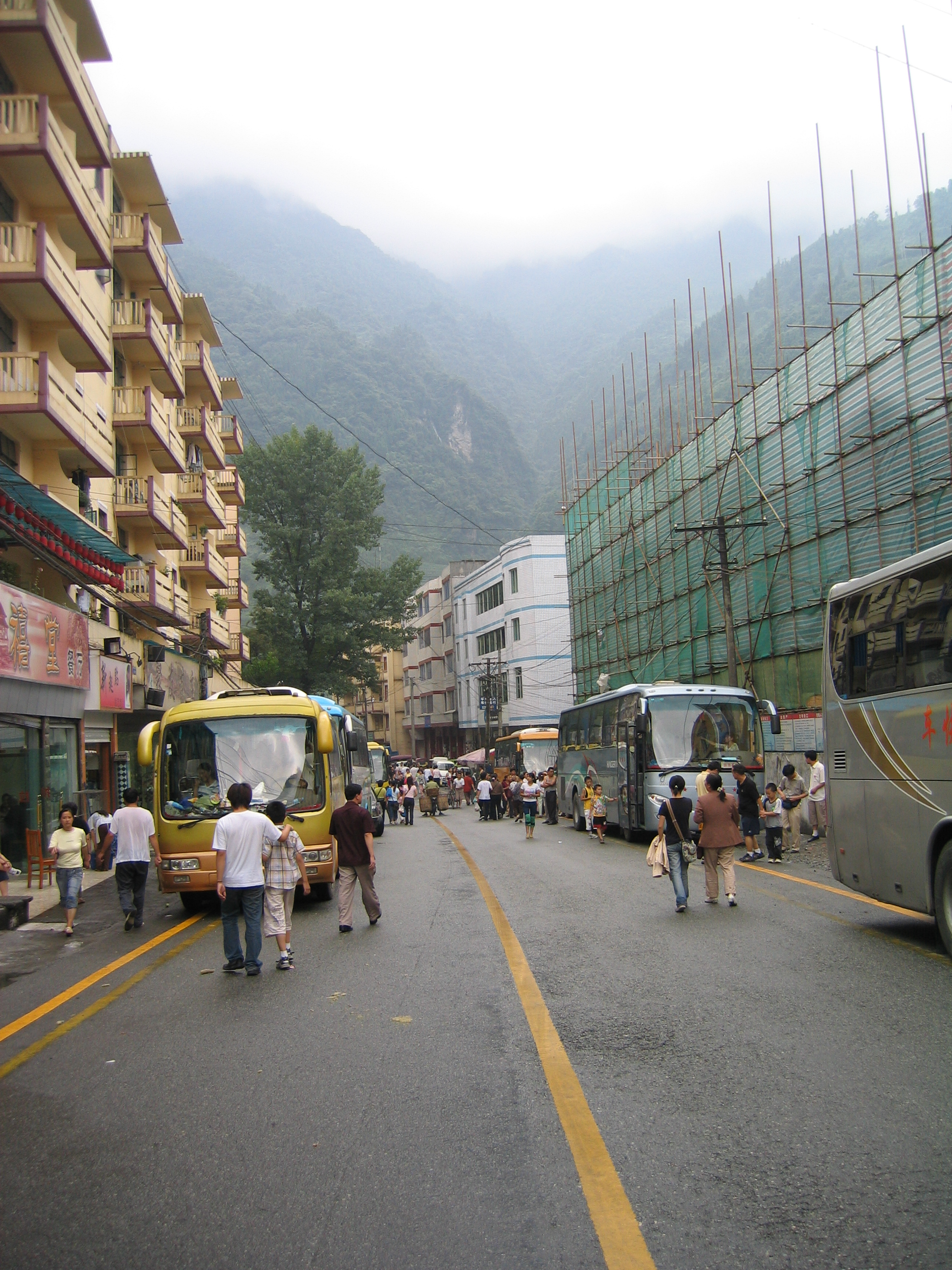
Yingxiu im Kreis Wenchuan

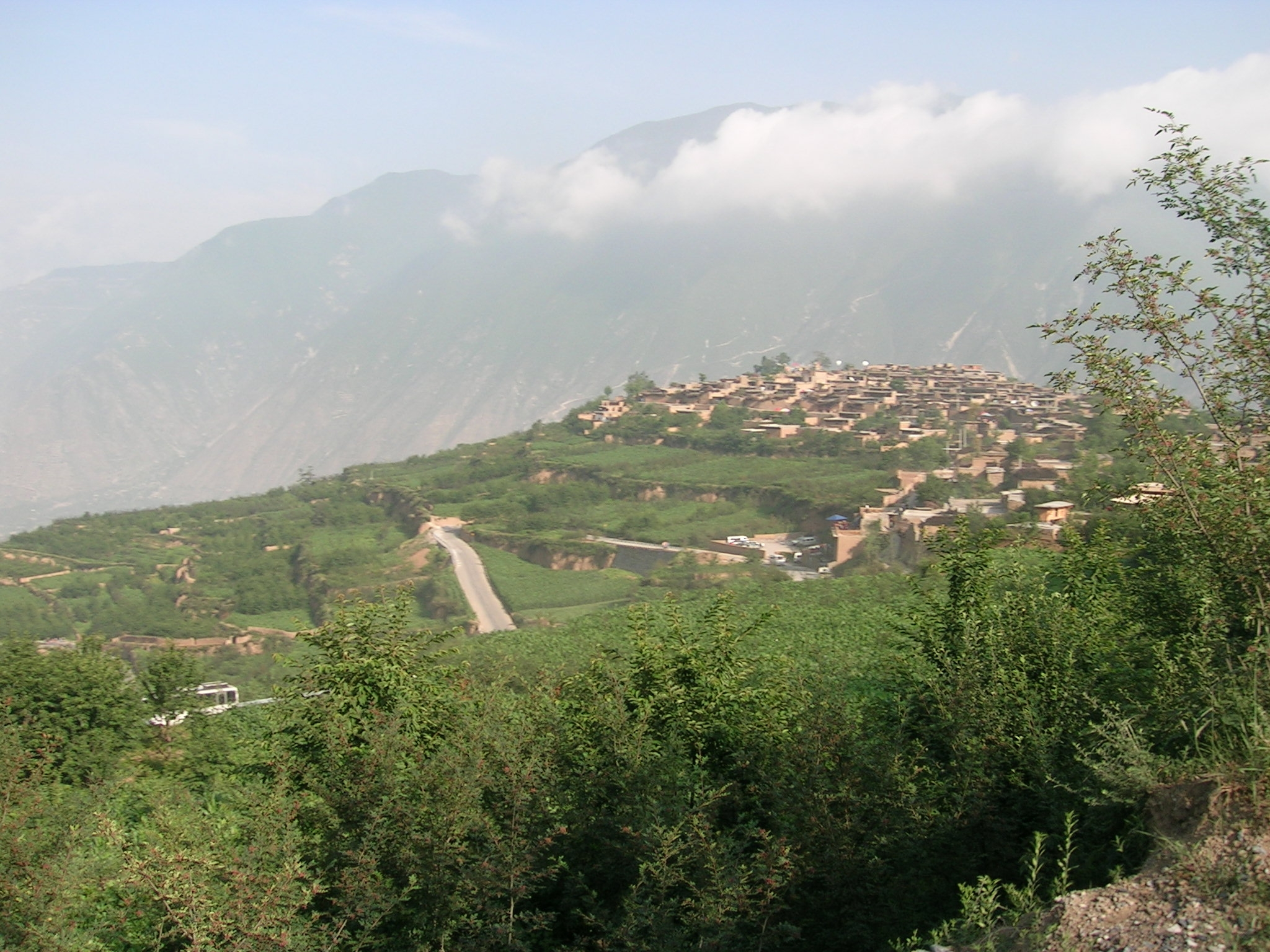
Das Dorf Luobozhai im Kreis Wenchuan

Wenchuan (chinesisch 汶川县, Pinyin Wènchuān Xiàn, tibetisch ལུང་དགུ། Wylie lung dgu, Lunggu) ist ein Kreis im Südosten des Autonomen Bezirks Ngawa der Tibeter und Qiang in der chinesischen Provinz Sichuan. Sein Hauptort ist die Großgemeinde Weizhou (威州镇). Er liegt am Nordwestrand des Sichuan-Beckens am Oberlauf des Min-Flusses (Min Jiang).
Der Kreis hat eine Fläche von 3.589 Quadratkilometern und zählt 82.971 Einwohner (Stand: Zensus 2020). 2005 betrug die Einwohnerzahl 106.119 Einwohner.

## Erdbeben in Sichuan 2008
Am 12. Mai 2008 war das Gebiet das Epizentrum eines schweren Erdbebens.

## Administrative Gliederung
Der Kreis Wenchuan setzt sich aus acht Großgemeinden und vier Gemeinden zusammen:
- Großgemeinde Weizhou 威州镇 29.237 Einwohner
- Großgemeinde Yingxiu 映秀镇 7.977 Einwohner
- Großgemeinde Wolong 卧龙镇 2.552 Einwohner
- Großgemeinde Shuimo 水磨镇 10.467 Einwohner
- Großgemeinde Xuankou 漩口镇 13.091 Einwohner
- Großgemeinde Sanjiang 三江镇 4.157 Einwohner
- Großgemeinde Gengda 耿达镇 2.583 Einwohner
- Großgemeinde Miansi 绵虒镇 9.373 Einwohner
- Gemeinde Longxi 龙溪乡 4.851 Einwohner
- Gemeinde Keku 克枯乡 3.445 Einwohner
- Gemeinde Yanmen 雁门乡 6.980 Einwohner
- Gemeinde Yinxing 银杏乡 2.672 Einwohner

## Ethnische Gliederung der Bevölkerung (2000)
Beim Zensus im Jahr 2000 hatte Wenchuan 111.935 Einwohner.
| Name des Volkes | Einwohner | Anteil  |
| --------------- | --------- | ------- |
| Han             | 55.681    | 49,74 % |
| Qiang           | 35.210    | 31,46 % |
| Tibeter         | 19.402    | 17,33 % |
| Hui             | 1.216     | 1,09 %  |
| Yi              | 103       | 0,09 %  |
| Manju           | 76        | 0,07 %  |
| Tujia           | 60        | 0,05 %  |
| Miao            | 47        | 0,04 %  |
| Mongolen        | 34        | 0,03 %  |
| Zhuang          | 24        | 0,02 %  |
| Koreaner        | 19        | 0,02 %  |
| Dong            | 18        | 0,02 %  |
| Bai             | 13        | 0,01 %  |
| Sonstige        | 32        | 0,03 %  |

## Sonstiges
In der Großgemeinde Wolong liegt das Riesenpanda-Forschungszentrum (大熊猫研究中心,  Daxiongmao yanjiu zhongxin) und das 2002 eröffnete China Wolong Riesenpanda-Museum (中国卧龙大熊猫博物馆,  Zhongguo Wolong Daxiongmao bowuguan).
Die neolithischen Stätten von Yingpanshan (Kreis Mao (Ngawa)) und Jiangweicheng (Kreis Wenchuan) (Yingpanshan he Jiangweicheng yizhi (营盘山和姜维城遗址)) der Yingpanshan-Kultur (营盘山文化) stehen seit 2006 auf der Liste der Denkmäler der Volksrepublik China (6-177).